# Халилов, Дуньямин Закир оглы
Дуньямин Закир оглы Халилов (азерб. Dünyamin Zakir oğlu Xəlilov; р. 11 декабря 1961, Тбилиси) — общественный и политический деятель Азербайджана, депутат Парламента Азербайджанской Республики(от Закатало-Белаканского округа) 2005 — 2010гг, член комиссии по экономической политике.
Родился 11 декабря 1961 года в Тбилиси. Окончил электромеханический факультет Азербайджанского института нефти и химии и юридический факультет Азербайджанского университета.
С 1984 года: инженер, инженер-наладчик ВПО «Хазарденизнефтегаз», инженер-наладчик отделения «Шельфгазавтоматика», инженер-диспетчер, начальник отдела центра «Интексцентр», с 1991 года управляющий директор ООО «Дамла».
С 1992 года начальник отдела, заместитель директора компании «Внешэкспортсервис» Министерства внешних экономических связей Азербайджанской Республики, с 1994 года — менеджер общества с ограниченной ответственностью «Авант», с 1997 года — генеральный директор Общества с ограниченной ответственностью «Нуримпекс», с 1998 по 2010 год генеральный директор Общества с ограниченной ответственностью «Внешэкспортсервис». В 2004—2005 годах генеральный директор Общества с ограниченной ответственностью «Дженерал Констракшн».
В 2017 году приговорен к 13 годам тюрьмы. Он был арестован в рамках громкого дела о «кредитных олигархах». Экс-депутата обвиняли в присвоении средств, злоупотреблении служебными полномочиями, уклонении от уплаты налогов и других экономических преступлениях.На арестованного экс-депутата завели новое дело. haqqin.az. Дата обращения: 6 января 2025.

## Семья
Женат. Имеет сына.

## Награды
- Национальная премия «Лучший из лучших» (2010 год) — за заслуги в общественно-политической жизни республики[9].